# アメリカ合衆国のファーストレディ
アメリカ合衆国のファーストレディ（アメリカがっしゅうこくのファーストレディ、英語: First Lady of the United States、略称: FLOTUS）は、通例アメリカ合衆国大統領（歴代全て男性）の配偶者である妻を指す語。ホワイトハウスのホステスであり、夫（配偶者）である大統領の補佐役でもあり、その多くは社会活動に携わっている。伝統的に、大統領が就任すると同時にその妻にこの地位が与えられている。
大統領が結婚していない（独身の）場合、または大統領夫人がファーストレディの役割を果たすことが不能とされた場合は、大統領がふさわしいと判断した女性にその代理を依頼する。
現在のファーストレディは、2025年1月20日に就任した第47代大統領ドナルド・トランプの妻である、メラニア・トランプ（旧姓：クナウス）が務めている。

## 出身
WASP（Whites:白人、Anglo-Saxons:アングロ・サクソン系、Protestants:プロテスタント）の女性が在任していたが、1961年にローマ・カトリックのジャクリーン・ケネディ・オナシスが在任して、2009年にはアフリカ系のミシェル・オバマが在任する。2017年には、東欧スロベニア出身のメラニア・トランプが在任する。
外国出身者は2人。ルイーザ・アダムズは、イギリス生まれ。メラニア・トランプは、スロベニア生まれである。

## 存命中の経験者
現在のファーストレディは、第47代ドナルド・トランプ大統領夫人のメラニア・トランプ（2025年1月20日 - 、旧姓：クナウス）である。
2025年1月20日時点で、現役以外では以下4人のファーストレディ経験者がいる。
| 大統領代数 (公式代数) | 画像                      | ファーストレディ                        | 大統領 （記載の無い限り夫） | 生年月日及び年齢       | 任務期間                     |
| --------------------- | ------------------------- | --------------------------------------- | --------------------------- | ---------------------- | ---------------------------- |
| 42 (44)               |                           | ヒラリー・クリントン （旧姓：ローダム） | ビル・クリントン            | 1947年10月26日（77歳） | 1993年1月20日- 2001年1月20日 |
| 43 (45)               |                           | ローラ・ブッシュ （旧姓：ウェルチ）     | ジョージ・W・ブッシュ       | 1946年11月4日（78歳）  | 2001年1月20日- 2009年1月20日 |
| 44 (46)               |                           | ミシェル・オバマ （旧姓：ロビンソン）   | バラク・オバマ              | 1964年1月17日（61歳）  | 2009年1月20日- 2017年1月20日 |
| 46 (48)               | Portrait of Melania Trump | ジル・バイデン （旧姓：ジェイコブス）   | ジョー・バイデン            | 1951年6月3日（73歳）   | 2021年1月20日- 2025年1月20日 |

## 語源

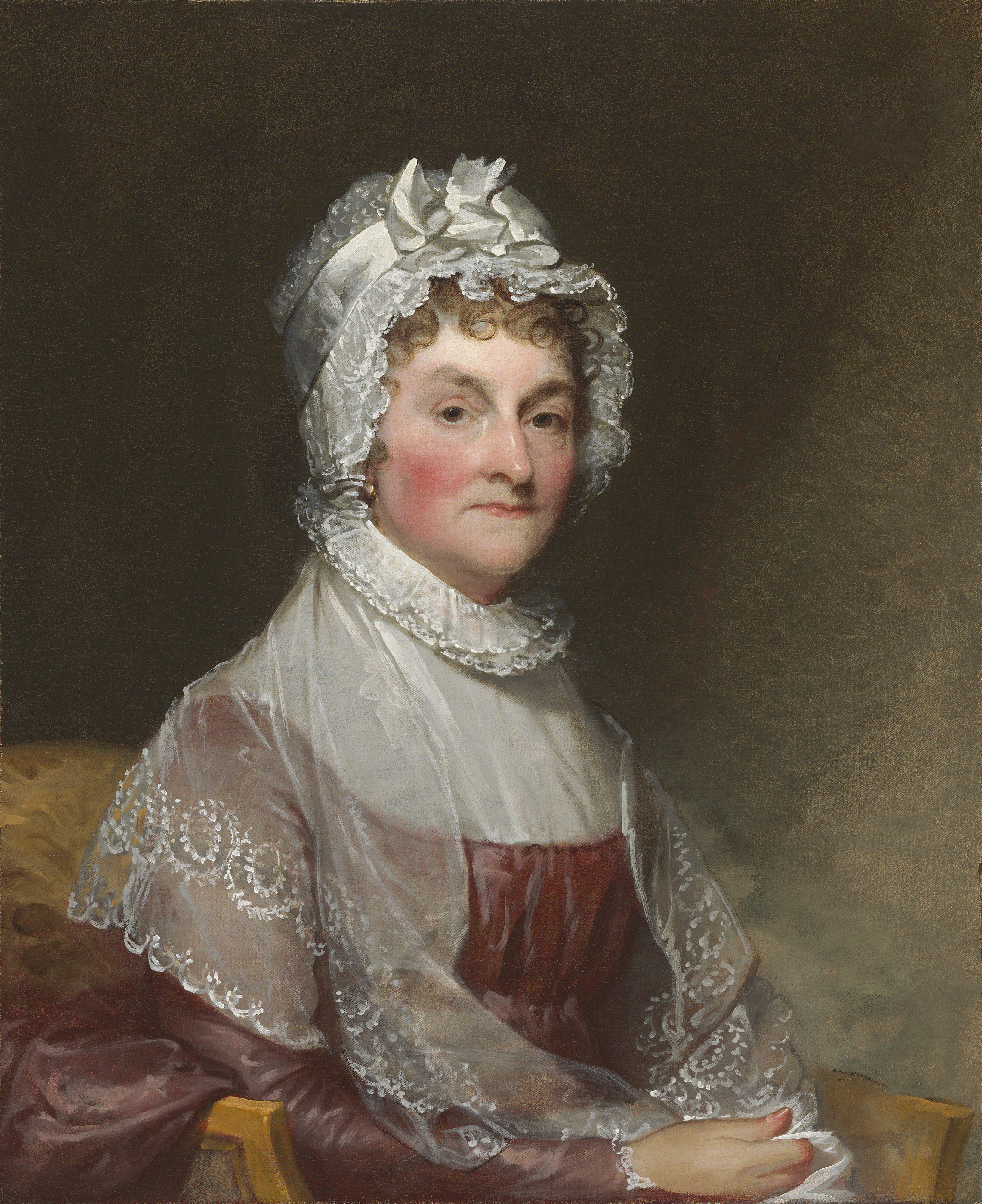
アビゲイル・アダムズの肖像画。第2代大統領ジョン・アダムズの妻であり、第6代大統領ジョン・クインシー・アダムズの母でもある

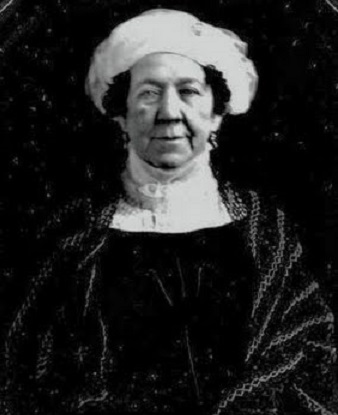
ドリー・マディソンの晩年の写真（1848年）。豪華なパーティーを頻繁に主催したが、政治的な発言は控えていた

アメリカ合衆国の建国初期は大統領夫人を指す一般的に受け入れられた呼称は存在しなかった。初代大統領夫人のマーサ・ワシントンは時折、「レディ・ワシントン（Lady Washington）」と呼ばれていた。また、第2代大統領夫人のアビゲイル・アダムズは女性の権利向上を訴え、奴隷制度に反対するなど、当時としては進歩的な考えの持ち主であり、政治に強い関心を示していたため、「レディ・アダムズ（Lady Adams）」の他に反連邦主義派から「夫人大統領（Mrs. President）」と呼ばれていた。
伝えられるところによると、1849年の第4代大統領夫人ドリー・マディソンの葬儀で当時のザカリー・テイラー大統領は「彼女は永遠に記憶に残ることでしょう。なぜならば、彼女は半世紀にわたり、まさに私達にとって第一級の女性（First Lady）であったからです」と最大級の賛辞を述べたとされている。しかし、この賛辞の当時の書面による記録は現在残されていない。
タイムズ紙記者のウィリアム・ハワード・ラッセルは1863年11月6日の日記で第16代大統領夫人のメアリー・リンカーンについて言及し、彼女を「我が国における第一級の女性（The First Lady in the Land）」と呼んでいた。第19代大統領夫人のルーシー・ヘイズは行き届いた気配りが出来る女性で、初の大学出の大統領夫人でもあったことから「我が国の第一級の女性（the First Lady of the Land）」と呼ばれ、その活動内容が盛んに報道された。この表現がその後の大統領夫人の通称として定着することになった。

## 代理
過去には大統領に妻がいない場合、または大統領夫人がその職務を果たすことが不可能であった場合に代理の女性がファーストレディを務めている。第3代大統領トマス・ジェファーソンの任期中に務めたマーサ・ジェファーソン・ランドルフ、第7代大統領アンドリュー・ジャクソンの任期中に務めたエミリー・ドネルソンとサラ・ジャクソン、第8代大統領マーティン・ヴァン・ビューレンの任期中に務めたアンジェリカ・ヴァン・ビューレン、第10代大統領ジョン・タイラーの任期中に務めたプリシラ・タイラー、第15代大統領ジェームズ・ブキャナンの任期中に務めたハリエット・レーン、第21代大統領チェスター・A・アーサーの任期中に務めたメアリー・アーサー・マッケルロイ、第22代大統領グロバー・クリーブランドの任期中に務めたローズ・クリーブランド、第23代ベンジャミン・ハリソンの任期中に務めたメアリー・ハリソン・マッキー、第28代大統領ウッドロウ・ウィルソンの任期中に務めたマーガレット・ウッドロウ・ウィルソンである。

## 役割

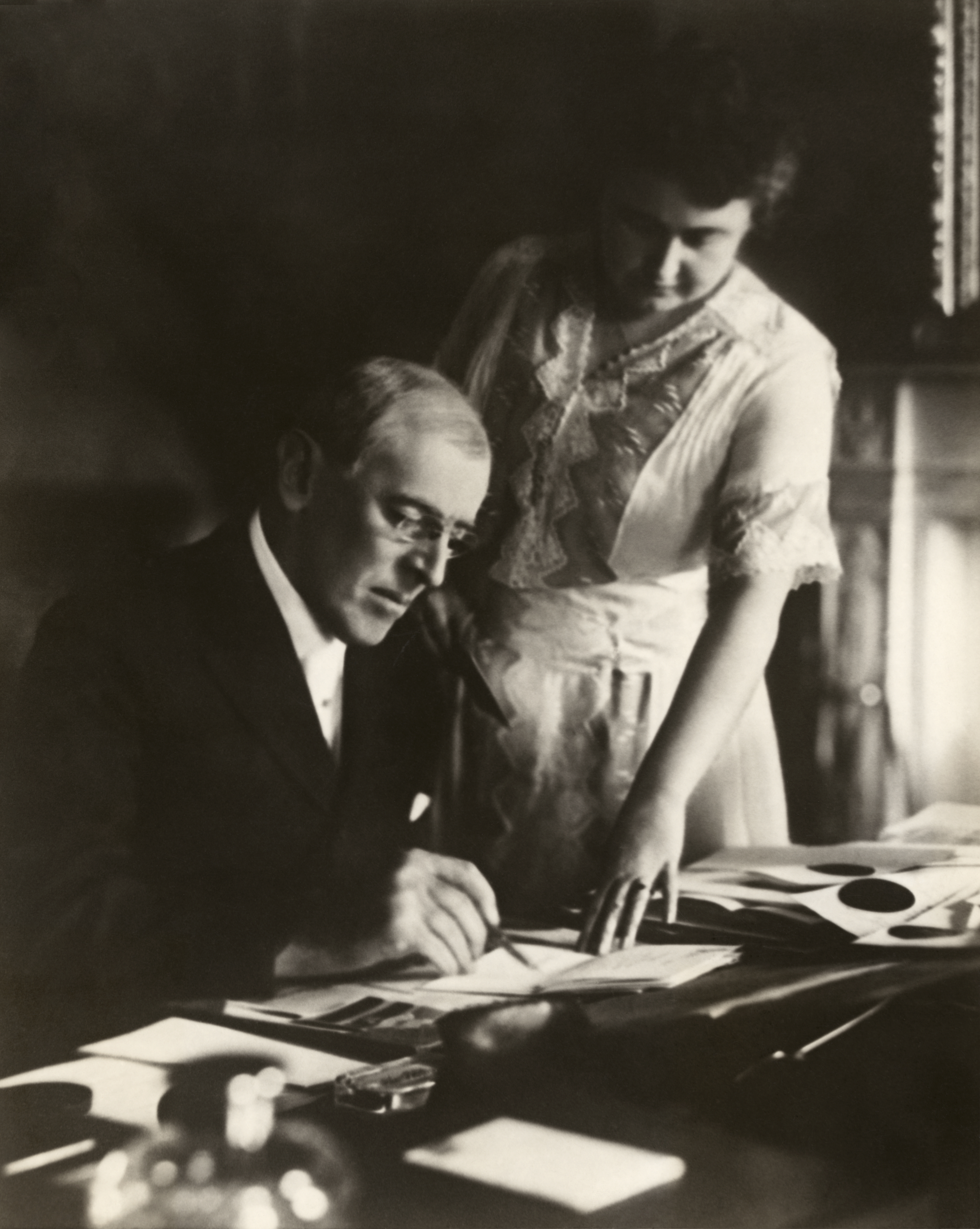
左半身が麻痺したウッドロウ・ウィルソン大統領のために文書を手で押さえるイーディス夫人（1920年6月）

ファーストレディは選挙で選ばれるものではなく公務員でもないため、給与を全く受け取っていない。それにも関わらず、ファーストレディは合衆国政府の中で非常に注目度の高い地位となっている。ファーストレディの影響力は225年の歴史を経て次第に強くなっていった。何よりもまず、ホワイトハウスのホステスである。彼女は大統領に同伴して、または大統領の代理として公式行事に参加する。
初代大統領夫人マーサ・ワシントンと第二代大統領夫人アビゲイル・アダムズの両者はアメリカ独立戦争で名声を獲得し、イギリスの宮廷貴婦人であるかのごとく扱われ、それぞれ「レディ・ワシントン」「レディ・アダムズ」と呼ばれていた。

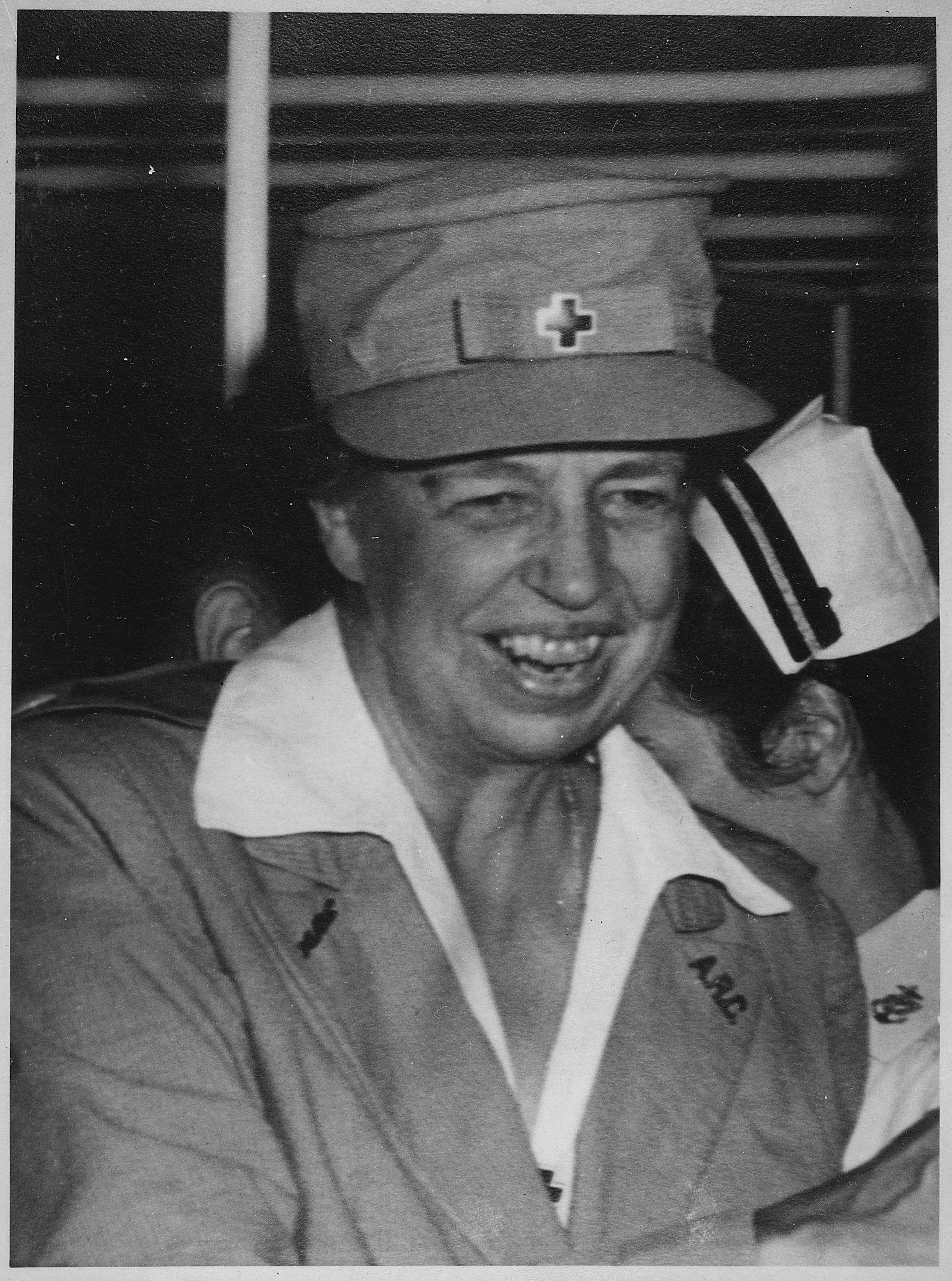
エレノア・ルーズベルト（1943年9月21日）。歴代最高の評価が与えられているファーストレディである

第4代大統領夫人ドリー・マディソンはそのエレガントなファッションと豪華なパーティーを催すことで新聞報道が過熱し、米英戦争では歴史的書物や宝物を守るためにその生命を危険に晒すことで以前にも増して人気が高まることになった。髪に絹の布をターバンのように巻く「ドリー・マディソン・ターバン」はしばらくの間、国内のみならず、ヨーロッパの貴婦人までもが真似たほどである。1930年代に第32代大統領夫人エレノア・ルーズベルトが登場するまで、ドリー・マディソンはその後のファーストレディ達の模範的な存在となった。そして、一部の例外を除いて目立つことは少なく、国民の関心を引くことも少なかった。大統領の伝記を書く人も夫人に関しては1ページ未満しか触れないことが多かった。この状況を大きく変えたのが急速なマスメディアの発展や婦人の権利の向上である。近年では大統領について語る上で欠かせない重要な存在になっている。
第28代大統領夫人イーディス・ウィルソンは夫のウッドロウ・ウィルソン大統領が1919年9月に脳卒中を発症して執務が事実上不可能になってからは彼女が多くの日常的業務と行政権の細部を代行した。夫の寝室から一切の人々を排除し、彼女自身が大統領と外界を繋ぐ唯一の仲介者となった。
第32代大統領夫人エレノア・ルーズベルトは夫のフランクリン・ルーズベルト大統領が下半身がほとんど麻痺していたために国内外を自由に動き回ることが出来なかったので、この役割を受け入れた。彼女は週刊新聞にコラムを執筆し、自分のラジオ番組まで持った。夫の政策や任命に助言を与えただけでなく、夫のニューディール政策の一部を担当し、自分自身の政治的な考えを育て、夫もそれを評価していた。夫の死後は公職である国際連合のアメリカ代表団メンバー（1945年-1953年）や女性の地位に関する大統領委員会議長（1961年-1962年）を務め上げた。他に公職を就いたファーストレディ経験者では、第42代大統領夫人ヒラリー・クリントンが合衆国上院議員（2001年-2009年）と国務長官（2009年-2013年）を務めている。
第35代大統領夫人ジャクリーン・ケネディより後のファーストレディは専用のオフィスを持ち、専属スタッフを雇い、それぞれ自分が関心を持つ社会貢献活動を推進していくのが通例となっていった。第36代大統領夫人レディ・バード・ジョンソンは環境保全と環境美化を推進する先駆者となり、第37代大統領夫人パット・ニクソンはボランティア活動を奨励して広く海外を旅行し、第38代大統領夫人ベティ・フォードは女性の権利向上のための率直な発言で知られ、第39代大統領夫人ロザリン・カーターは慢性の精神障害者を支援するために合衆国議会で証言を行い、第40代大統領夫人ナンシー・レーガンは「ただノーと言おう」という麻薬撲滅運動の広告キャンペーンを展開し、第41代大統領夫人バーバラ・ブッシュは多くの社会問題の根本的な原因になっていると確信してリテラシー向上を促進し、第42代大統領夫人ヒラリー・クリントンは公的医療皆保険制度を導入するためにアメリカの医療制度を改革しようとした。第43代大統領夫人ローラ・ブッシュは女性の権利向上のための団体を支援し、未成年者のリテラシー向上のための試みを奨励した。第44代大統領夫人ミシェル・オバマは軍関係者の家族を支援し、未成年者の肥満対策にも取り組んでいる。

## 関連施設

### 国定史跡
ファーストレディ国定史跡はオハイオ州カントンに位置するアメリカ合衆国国家歴史登録財である。史跡は第25代大統領夫人アイダ・マッキンリーの旧家と教育研究センターの2棟の建物から構成されており、センターの2階にはマーサ・ワシントンからミシェル・オバマまで歴代のファーストレディに関連する図書やその他の資料に焦点を当て、それのみを収集した国立ファーストレディ図書館が設置されている。

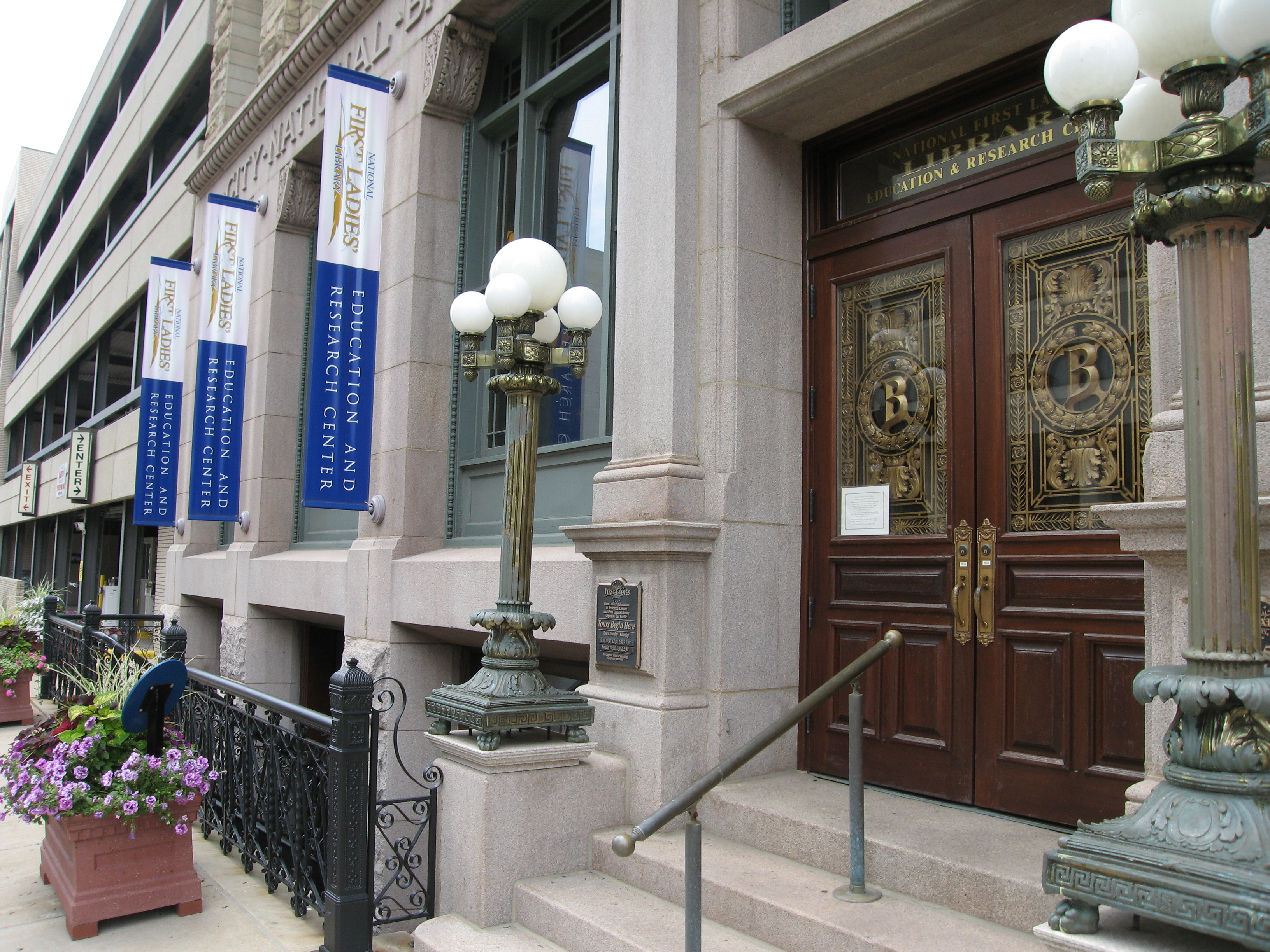
ファーストレディ国定史跡正面玄関

入場料はアイダ・マッキンリーの旧家のガイド付きツアーと教育研究センター内の展示物の観覧も込みで、大人が7ドル・高齢者が6ドル・18歳未満の子供が5ドルの設定となっている。6人以上の団体で来訪する場合は事前の予約が必要である。

### スミソニアン博物館のコレクション

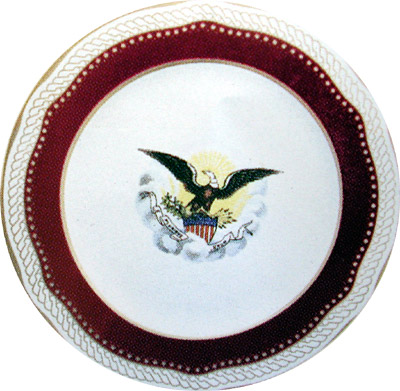
メアリー・リンカーンが自身の判断で購入した食器、リンカーン・チャイナ

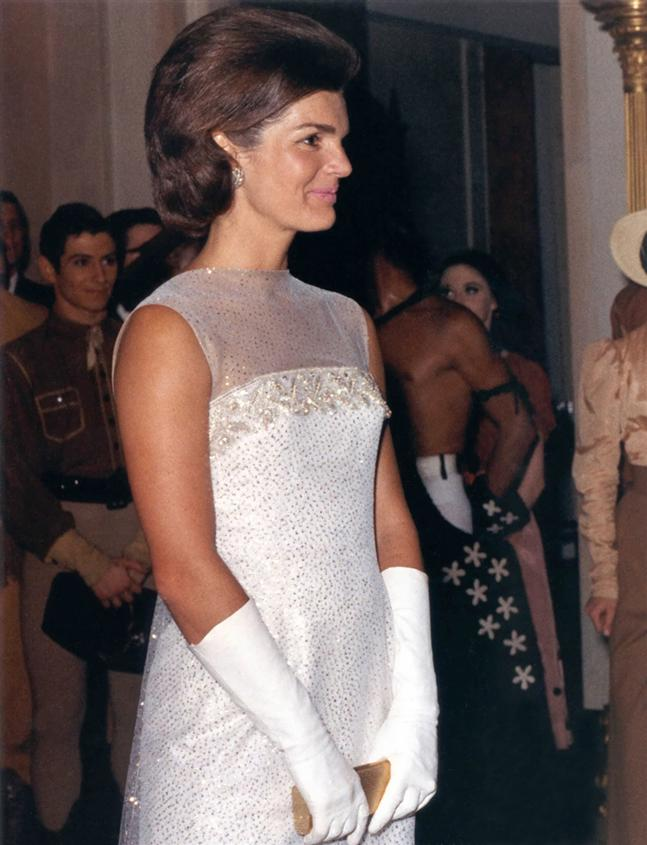
ジャクリーン・ケネディ（1962年5月22日）。抜群のファッションセンスの持ち主であり、当時の世界中の女性達のファッションに大きな影響を与えた

「ファーストレディコレクション」はスミソニアン博物館における最も人気のある観光スポットの一つとなっており、歴代のファーストレディのガウンのコレクションを鑑賞し、それらを身に着けていた女性の貢献について学ぶために訪れる観光客に好評を博している。1912年に、当時のワシントンD.C.の社交界をリードしていた貴婦人キャシー・メイソン・マイヤーズ・ジュリアン・ジェームズが「ホワイトハウスの女性の衣装」を展示するアイディアを思い付いたのが設立される契機となった。ホワイトハウス・チャイナのような個人的な所有物などを含め、合わせて1,000点以上ものファーストレディのユニークなコレクションが展示されている。

## 歴代ランキング
シエナ大学のシエナ総合研究所はケーブルサテライト広報ネットワーク（C-SPAN）及びホワイトハウス歴史協会の歴史家達と合同でファーストレディに関する包括的な研究を行ってきた。歴代アメリカ合衆国大統領のランキングのみならず、歴代アメリカ合衆国ファーストレディの採点も行っている。これまでに1982年、1993年、2003年、2008年、2014年の5回にわたって歴史家や政治学者らに尋ねる調査を実施し、ランキングを作成した。家柄（Background）、国家への価値（Value to the country）、誠実さ（Integrity）、指導力（Leadership）、ホワイトハウスのホステス（Being the White House Steward）、女性らしさ（Being her own woman）、業績（Accomplishments）、勇気（Courage）、公衆イメージ（Public image）、大統領への価値（Value to the President）という10のカテゴリが評価対象となった。
このランキングでは第32代大統領夫人エレノア・ルーズベルトが5回連続で1位を獲得している。また、第2代大統領夫人アビゲイル・アダムズは1993年に第42代大統領夫人ヒラリー・クリントンを下回って3位になったが、それ以外の4回の調査では2位になっている。最新の2014年のランキングでは1位エレノア・ルーズベルト、2位アビゲイル・アダムズ、3位ジャクリーン・ケネディ、4位ドリー・マディソン、5位ミシェル・オバマ、6位ヒラリー・クリントン、7位レディ・バード・ジョンソン、8位ベティ・フォード、9位マーサ・ワシントン、10位ロザリン・カーターという結果となった。
逆に2014年のランキングで評価が低かったのが35位マーガレット・テイラー、36位フローレンス・ハーディング、37位レティティア・タイラー、38位エライザ・ジョンソン、39位ジェーン・ピアースである。1982年と1993年のランキングでは最下位となっていたメアリー・リンカーンは最新のランキングではワースト5からは外れ、ジェーン・ピアースが3回連続で最低の評価となった（2014年版ランキングの全員の順位や各カテゴリ評価ポイントについては下記の表を参照）。
- 下表の各項目の数値は評価ポイントを示す。項目名の下のマークをクリックするとポイント順に並ぶ。

| 代数   | 順位 | 夫人                         | 総合  | 家柄  | 対国家 | 誠実  | 指導  | ホステス | 女性  | 業績  | 勇気  | イメージ | 対大統領 |
| ------ | ---- | ---------------------------- | ----- | ----- | ------ | ----- | ----- | -------- | ----- | ----- | ----- | -------- | -------- |
| 01     | 09   | マーサ・ワシントン           | 71.52 | 73.55 | 78.26  | 74.55 | 64.63 | 63.64    | 65.95 | 63.39 | 71.90 | 79.17    | 80.17    |
| 02     | 02   | アビゲイル・アダムズ         | 81.97 | 81.32 | 83.39  | 84.30 | 81.32 | 73.22    | 85.87 | 78.51 | 84.38 | 78.76    | 88.60    |
| 04     | 04   | ドリー・マディソン           | 78.33 | 72.73 | 80.66  | 75.87 | 76.78 | 81.82    | 77.02 | 74.55 | 80.91 | 81.57    | 81.40    |
| 05     | 30   | エリザベス・モンロー         | 60.45 | 63.31 | 59.50  | 62.73 | 58.43 | 60.41    | 60.17 | 59.01 | 61.40 | 58.51    | 60.99    |
| 06     | 18   | ルイーザ・アダムズ           | 63.20 | 66.28 | 62.23  | 65.12 | 61.40 | 62.56    | 63.06 | 61.16 | 64.05 | 61.40    | 64.71    |
| 10     | 37   | レティティア・タイラー       | 58.36 | 61.07 | 56.45  | 60.41 | 57.02 | 57.77    | 58.76 | 56.94 | 59.50 | 57.11    | 58.51    |
| 12     | 23   | サラ・ポーク                 | 62.62 | 62.98 | 61.98  | 63.80 | 62.56 | 61.49    | 63.31 | 61.49 | 62.31 | 60.99    | 65.29    |
| 13     | 35   | マーガレット・テイラー       | 58.64 | 59.17 | 57.93  | 60.33 | 57.27 | 57.77    | 59.26 | 57.93 | 59.83 | 57.69    | 59.26    |
| 14     | 32   | アビゲイル・フィルモア       | 59.93 | 60.58 | 59.34  | 61.32 | 59.01 | 60.41    | 59.75 | 59.42 | 59.92 | 58.43    | 61.07    |
| 15     | 39   | ジェーン・ピアース           | 56.39 | 59.67 | 54.38  | 58.84 | 54.71 | 55.54    | 57.02 | 54.96 | 57.93 | 55.04    | 55.79    |
| 17     | 31   | メアリー・リンカーン         | 60.40 | 68.02 | 59.50  | 59.42 | 55.70 | 61.49    | 66.12 | 56.69 | 66.28 | 49.75    | 61.07    |
| 18     | 38   | エライザ・ジョンソン         | 58.12 | 58.68 | 56.94  | 59.67 | 56.20 | 57.44    | 58.51 | 56.61 | 59.42 | 56.45    | 61.24    |
| 19     | 22   | ジュリア・グラント           | 62.81 | 62.98 | 62.31  | 63.22 | 60.99 | 62.89    | 63.47 | 60.50 | 62.89 | 62.56    | 66.28    |
| 20     | 20   | ルーシー・ヘイズ             | 63.17 | 63.31 | 62.40  | 64.46 | 62.89 | 63.39    | 63.55 | 61.74 | 63.14 | 62.56    | 64.21    |
| 21     | 28   | ルクレティア・ガーフィールド | 60.50 | 61.16 | 59.59  | 61.82 | 59.34 | 59.92    | 60.17 | 59.09 | 61.74 | 60.58    | 61.65    |
| 23, 25 | 26   | フランシス・クリーブランド   | 62.29 | 62.23 | 62.56  | 62.23 | 60.83 | 62.40    | 61.90 | 61.07 | 60.83 | 64.79    | 64.05    |
| 24     | 29   | キャロライン・ハリソン       | 60.47 | 60.74 | 60.17  | 60.99 | 60.74 | 61.74    | 60.58 | 60.08 | 60.08 | 59.34    | 60.25    |
| 26     | 34   | アイダ・マッキンリー         | 59.17 | 61.32 | 57.93  | 60.74 | 57.44 | 57.77    | 57.85 | 57.60 | 60.91 | 58.76    | 61.32    |
| 27     | 13   | イーディス・ルーズベルト     | 66.26 | 68.93 | 65.29  | 67.60 | 63.72 | 67.60    | 65.79 | 62.89 | 64.88 | 66.86    | 69.09    |
| 28     | 25   | ヘレン・タフト               | 62.37 | 63.88 | 61.65  | 62.23 | 61.32 | 61.90    | 64.38 | 61.49 | 61.90 | 60.58    | 64.38    |
| 29     | 19   | エレン・ウィルソン           | 63.17 | 63.80 | 61.32  | 62.56 | 62.98 | 62.48    | 64.13 | 62.23 | 64.21 | 61.65    | 66.28    |
| 30     | 14   | イーディス・ウィルソン       | 66.01 | 63.14 | 64.38  | 59.67 | 67.60 | 64.13    | 71.40 | 65.62 | 69.09 | 59.92    | 75.12    |
| 31     | 36   | フローレンス・ハーディング   | 58.50 | 59.83 | 57.02  | 56.36 | 57.27 | 58.43    | 63.14 | 57.19 | 60.17 | 56.53    | 59.09    |
| 32     | 21   | グレース・クーリッジ         | 62.91 | 63.64 | 62.31  | 65.12 | 60.58 | 62.89    | 61.49 | 60.99 | 62.56 | 64.21    | 65.29    |
| 33     | 17   | ルー・フーヴァー             | 63.32 | 65.04 | 61.90  | 64.79 | 62.56 | 62.23    | 65.45 | 63.88 | 63.39 | 59.67    | 64.30    |
| 34     | 01   | エレノア・ルーズベルト       | 84.08 | 82.89 | 86.28  | 83.47 | 86.36 | 72.64    | 88.18 | 86.12 | 86.12 | 84.13    | 84.63    |
| 35     | 16   | ベス・トルーマン             | 64.26 | 64.21 | 62.98  | 69.42 | 57.93 | 64.30    | 65.21 | 58.35 | 64.13 | 63.72    | 72.31    |
| 36     | 24   | マミー・アイゼンハワー       | 62.50 | 64.05 | 63.31  | 65.54 | 57.77 | 63.64    | 58.10 | 56.36 | 62.23 | 68.10    | 65.87    |
| 37     | 03   | ジャクリーン・ケネディ       | 78.40 | 80.74 | 80.83  | 69.59 | 72.07 | 84.96    | 72.23 | 73.80 | 82.31 | 88.93    | 78.51    |
| 38     | 07   | レディ・バード・ジョンソン   | 73.79 | 72.48 | 75.62  | 74.21 | 73.47 | 73.31    | 72.31 | 74.46 | 72.56 | 73.39    | 76.03    |
| 39     | 33   | パット・ニクソン             | 59.50 | 62.07 | 59.01  | 63.80 | 54.21 | 61.82    | 54.46 | 54.38 | 63.97 | 58.84    | 62.40    |
| 40     | 08   | ベティ・フォード             | 72.90 | 66.12 | 71.74  | 74.79 | 72.40 | 65.54    | 77.52 | 72.73 | 79.59 | 74.05    | 74.55    |
| 41     | 10   | ロザリン・カーター           | 69.46 | 64.79 | 67.69  | 75.62 | 68.84 | 66.20    | 71.24 | 67.69 | 67.85 | 67.93    | 76.78    |
| 42     | 15   | ナンシー・レーガン           | 65.80 | 64.63 | 62.15  | 59.42 | 64.71 | 69.17    | 66.86 | 61.24 | 66.94 | 64.30    | 78.60    |
| 43     | 11   | バーバラ・ブッシュ           | 66.78 | 69.01 | 65.37  | 68.35 | 63.22 | 65.95    | 67.85 | 60.66 | 65.21 | 70.33    | 71.82    |
| 44     | 06   | ヒラリー・クリントン         | 74.76 | 77.52 | 76.61  | 63.39 | 78.68 | 64.71    | 85.12 | 79.92 | 76.12 | 66.69    | 78.84    |
| 45     | 12   | ローラ・ブッシュ             | 66.67 | 65.95 | 64.38  | 72.56 | 61.98 | 68.10    | 61.32 | 63.06 | 64.30 | 71.40    | 73.64    |
| 46     | 05   | ミシェル・オバマ             | 75.92 | 76.45 | 75.21  | 74.63 | 75.54 | 70.99    | 80.91 | 72.73 | 73.97 | 78.43    | 80.33    |